# Штаб-сержант
Штаб-сержант — військове звання в Збройних силах України та в деяких інших державах (США). Належить до сержантського і старшинського складу Збройних Сил.
В Збройних силах України звання штаб-сержант за старшинством розташоване між званнями «головний сержант» («головний корабельний старшина») та «майстер-сержант» («майстер-старшина») та замінило звання «прапорщик».
Законопроєктом № 6372 від 13 квітня 2017 р. в Україні пропонувалося замінити звання прапорщика на штаб-сержанта, відповідне йому корабельне звання мічмана — на штаб-старшину. 17 листопада 2019 р. Верховна Рада України прийняла закон «Про внесення змін до деяких законодавчих актів України щодо виконання військового обов'язку та проходження військової служби» щодо запровадження нових сержантських звань у Збройних Силах України відповідно до стандартів НАТО (раніше зареєстрований за № 0906), 29 листопада Закон підписаний президентом України. Закон набрав чинності (стосовно військових звань) через 10 місяців після опублікування — 1 жовтня 2020 року.
У Військово-морських силах України званню штаб-сержанта відповідає звання ''штаб-старшина''.

## Звання в Збройних Силах України (з 2020)
Збройні сили України які утворилися в 1991 році внаслідок розпаду СРСР, перейняли радянський зразок військових звань, а також радянських знаків розрізнення. В тогочасній Українській армії було три сержантських звання молодший сержант, сержант, старший сержант. 

### Реформа2016року
5.07.2016 року був затверджений Президентом України «Проєкт однострою та знаки розрізнення Збройних Сил України», де серед іншого були розглянуті зміни серед військових звань та нові знаки розрізнення військовослужбовців. Кількість сержантських звань повинна була значно розширитися, так за Проєктом кількість сержантських звань налічувала сім (сержант, старший сержант, головний сержант, штаб-сержант, головний штаб-сержант, майстер-сержант, головний майстер-сержант). 
18.07.2017 року виходить наказ Міністерства оборони України №370 «Про затвердження Зразків військової форми одягу та загальних вимог до знаків розрізнення військовослужбовців та ліцеїстів військових ліцеїв» , де частково затверджуються нововведення 2016 року. Так вводилися перехідні знаки розрізнення зі збереженням старих військових звань зразку 1991 року. 

### Зміни2019року
В 2019 році Верховна рада України, затвердила законопроєкт яким скасовувалися звання прапорщик та мічман, а також вводилися нові сержантські звання. Так до сержантського та старшинського складу входили звання: молодший сержантський та старшинський склад (молодший сержант, сержант), старший сержантський та старшинський склад (старший сержант, перший сержант, штаб-сержант), вищий сержантський та старшинський склад (майстер-сержант, старший майстер-сержант, головний майстер-сержант) .

### Реформа2020року
30.06.2020 року виходить наказ Міністерства оборони України №238 «Про внесення змін до наказу Міністерства оборони України від 20 листопада 2017 року N 606» , де фігурують нові сержантські звання та надано опис знаків розрізнення.
4 листопада 2020 року виходить наказ Міністерства оборони України №398 «Про затвердження Змін до Правил носіння військової форми одягу та знаків розрізнення військовослужбовцями Збройних Сил України, Державної спеціальної служби транспорту та ліцеїстами військових ліцеїв», де серед іншого надавався опис знаків розрізнення та опис одностроїв, а також надано зображення знаків розрізнення.
До сержантського та старшинського складу входять військові звання: молодший сержант, сержант, старший сержант, головний сержант, штаб-сержант, майстер-сержант, старший майстер-сержант, головний майстер-сержант. Знаки розрізнення побудовані на комбінації шевронів (кутів) та дугових шевронів, які розміщені на погоні. Знаками розрізнення штаб-сержанта став один широкий кут нижче якого один дуговий шеврон. 
Крім військового звання штаб-сержант розглядається як посада:
- штаб-сержант 3 категорії,
- штаб-сержант 2 категорії,
- штаб-сержант 1 категорії,
- штаб-сержант вищої категорії[13][14].

## Збройні сили США
Штаб-сержа́нт (англ. Staff Sergeant), SSG — військове звання армії США яке посідає шостий ступінь військової ієрархії (E-6), вище за військове звання сержанта та нижче військового звання сержанта першого класу.
У Корпусі морської піхоти США, штаб-сержант (SSgt) займає ранг вище за сержанта і на один рівень нижче за командор-сержанта.

## Збройні сили Ізраїлю
В армії оборони Ізраїлю (ЦАХАЛ) звання штаб-сержанта (івр. סמל ראשון Самал Рішон (Самар), є вищим військовим званням серед призовного складу збройних сил, вище за військове звання сержант (івр. סמל Самал (Расар) та нижче за звання сержант першого класу (івр. רב — סמל (רס"ל Рав Самал (Расал), яке є найнижчим рангом серед унтер-офіцерів (івр. נגדים).

## Збройні сили Сінгапуру
У збройних силах Сінгапуру військове звання штаб-сержанта є вищим за військове звання перший сержант та нижче за майстер-сержант.

## Галерея

Нарукавний шеврон штаб-сержанта Армії США
Шеврон штаб-сержанта корпусу морської піхоти США
Нарукавний шеврон штаб-сержанта Військово-повітряних сил США
Шеврон Самал Рішон штаб-сержанта армії оборони Ізраїлю (ЦАХАЛ)
Нашивка штаб-сержанта армії Сінгапуру

| Нижче за рангом: Головний сержант | Штаб-сержант | Вище за рангом: Майстер-сержант |